# إيلي ديكنسون
إيلي ديكنسون (بالإنجليزية: Eleanor Dickinson) هي دراجة بريطانية، ولدت في 4 يونيو 1998 في كارلايل في المملكة المتحدة.

## وصلات خارجية
- إيلي ديكنسون على موقع الاتحاد الدولي للدراجات (الإنجليزية)
- إيلي ديكنسون على موقع أرشيف الدراجات (الإنجليزية)
- إيلي ديكنسون على موقع إحصائيات الدراجات الإحترافية (الإنجليزية)
- إيلي ديكنسون على موقع نسبة الدراجات (الإنجليزية)
- إيلي ديكنسون على موقع CycleBase (الإنجليزية)